# Belforte Monferrato
Belforte Monferrato là một đô thị ở tỉnh Alessandria trong vùng Piedmont của Italia, có vị trí cách khoảng 90 km về phía đông nam của Torino và khoảng 30 km về phía nam của Alessandria. Tại thời điểm ngày 31 tháng 12 năm 2004, đô thị này có dân số 432 người và diện tích là 8,8 km².
Belforte Monferrato giáp các đô thị: Ovada, Rossiglione, và Tagliolo Monferrato.